# Keling (Keling)
Keling is een bestuurslaag in het regentschap Jepara van de provincie Midden-Java, Indonesië. Keling telt 5138 inwoners (volkstelling 2010).